# Мыш-Гмайнер, Лула
Лула Мыш-Гмайнер (нем. Lula Mysz-Gmeiner, урождённая Гмайнер; 16 августа 1876, Кронштадт, Трансильвания — 7 августа 1948, Шверин) — немецкая певица (меццо-сопрано) и музыкальный педагог. 

## Биография
Сестра певицы Эллы Гмайнер; их брат Рудольф также пел в опере, а сестра Луиза была пианисткой. Лула Гмайнер училась сперва в своём родном городе у Ольги Григорович и Рудольфа Лассе, затем с 1896 года в Вене у Густава Вальтера, в Берлине у Этельки Герстер и Лилли Леман и наконец в Лондоне у Раймунда фон цур Мюлена. 
Дебютировав на переломе столетий, Гмайнер (в замужестве с 1900 года Мыш-Гмайнер) зарекомендовала себя как одна из ведущих исполнительниц немецкой песни (Lied); утверждалось, что Иоганнес Брамс и Хуго Вольф были поклонниками её таланта и аккомпанировали её исполнению их песен. Считалась также одним из лучших интерпретаторов вокальной музыки Арнольда Шёнберга. В начале XX века ею был сделан ряд записей (прежде всего Франц Шуберт, а также Роберт Шуман, Брамс, Вольф, Густав Малер и др.; перевыпущены на CD в 1998 г.); запись романса Карла Лёве «Herr Oluf» автор компендиума 1986 года называет образцовой.
В 1920—1945 гг. Гмайнер вела вокальный класс Берлинской Высшей школы музыки. Её учеником был известный тенор Петер Андерс (впоследствии её зять); некоторое время у Мыш-Гмайнер училась юная Элизабет Шварцкопф, в дальнейшем высоко оценивавшая свойственное наставнице искусство фразировки, однако в целом рассматривавшая свой опыт работы под руководством деспотичной певицы как отрицательный.